# Zvezda po imeni Solntse
Zvezda po imeni Solntse (en ruso: Звезда по имени Солнце, que significa "La estrella llamada Sol") es un álbum de la banda de rock soviético Kinó, lanzado en 1989. Es notable por su mayoría de letras orientadas a la lucha por las melodías pensativas, Solitarias, inclusive una atmósfera siniestra. La portada representa un eclipse solar.

## Datos
- La portada del álbum no fue diseñada sino hasta el álbum fue relanzado en 1993.
- El álbum iba a ser llamado "caja de cigarrillos" pero el último día de grabación Víktor decidió que no.[1]

## Pistas del álbum
1. "Песня без слов" /Pesnya bez slov/ (canción sin letra) — 5:06
2. "Звезда по имени Солнце" /Zvezda po imeni Solntse/ (Estrella llamada Sol) — 3:45
3. "Невесёлая песня" /Nevesolaya pesnya/ (canción triste) — 4:18
4. "Сказка" /Skazka/ (cuento) — 5:58
5. "Место для шага вперёд" /Mesto dlya shaga vperod/ (Espacio para dar un paso adelante) — 3:39
6. "Пачка сигарет" /Pachka sigaret/ (caja de cigarros) — 4:28
7. "Стук" /Stuk/ (Golpe) — 3:50
8. "Печаль" /Pechal/ (Tristeza) — 5:32
9. "Апрель" /Aprel'/ (abril) — 4:40

## Personal
- Víktor Tsoi – Voz, Guitarra
- Yuri Kasparyan – Guitarra líder
- Igor Tikhomirov – Bajo
- Georgiy Guryanov – Yamaha RX-5